# Mona verda
Les mones verdes (Chlorocebus) són un gènere de primats cercopitecins. Tenen el pelatge verdós amb la cara negra, la gola blanca i bigotis blancs. Viuen a les sabanes obertes d'Àfrica, al sud del Sàhara. Aquests cercopitecins són els més fàcils d'estudiar, car viuen en zones obertes. També són els més coneguts. Les mones verdes pertanyen a la tribu dels cercopitecinis. A vegades també se les classifica dins del gènere Cercopithecus.

## Descripció física
El dors presenta una gama diversa de color segons les espècies, des del groc pàlid al gris verdós i el verd marronós i fina al marró fosc, mentre que una petita part del pèl, el situat formant una cercle al voltant de la cara, és d’un goc esblanquit. La cara, les mans i els peus no tenen pèl i són de color negre. La pell abdominal és blavosa.Els mascles tenen l'escrot blavós i el penis rogenc. Tenen dimorfisme sexual. Els mascles mesuren entre 42 i 60 cm; les femelles, però, acostumen a ser més petites, entre 30 i 49,5 cm, a això cal afegir la mesura de la cua, que pot fer entre 30 i 50 cm més. Els mascles pesen entre 3,9 i 8 kg, i les femelles de 3,4 a 5,3 kg.

## Comportament i hàbitat

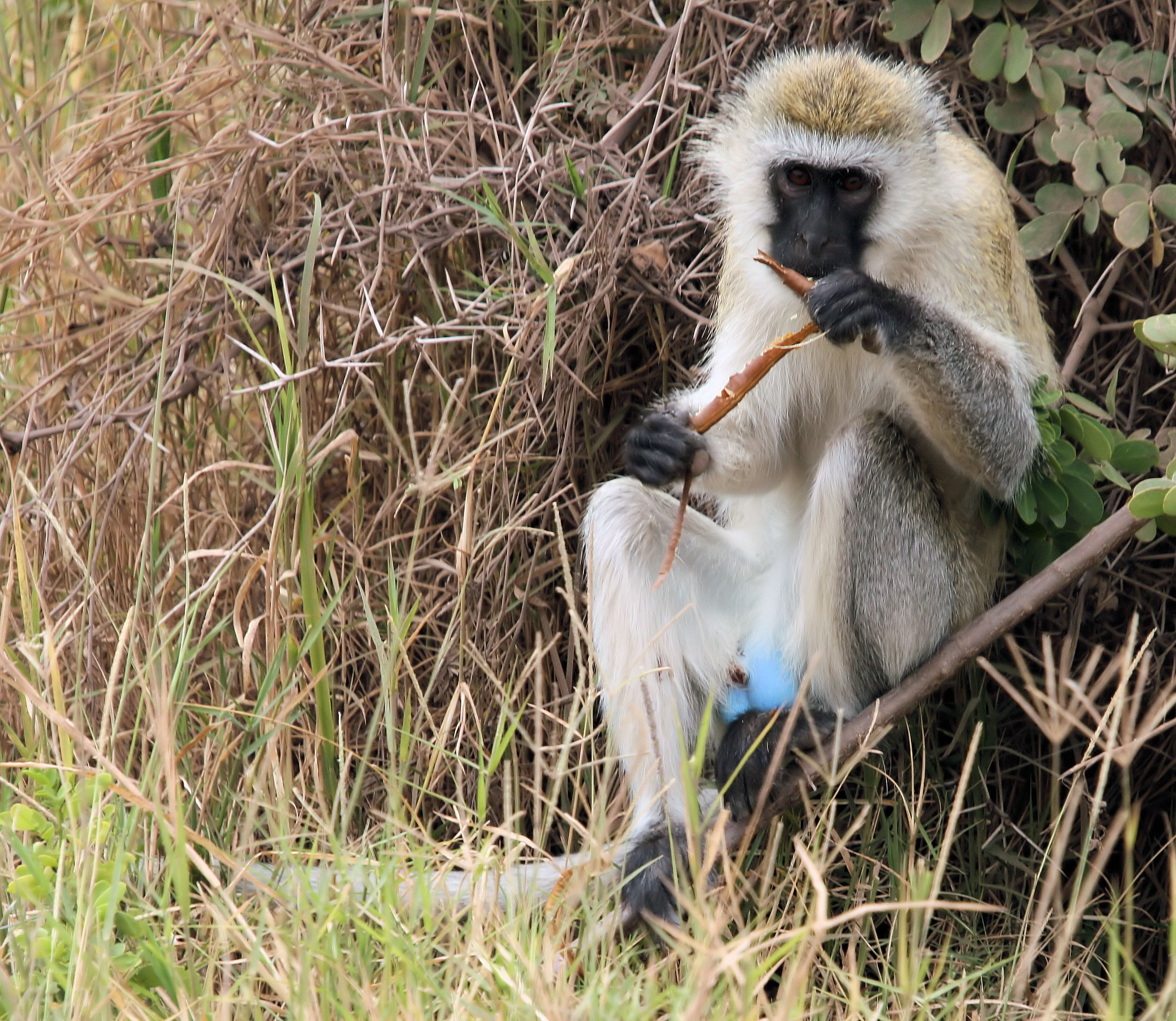
Mona verda mascle: es pot observar l'escrot blavós.

A diferència d'altres cercopitecs, el seu hàbitat principal no són els boscos. Amb més precisió es pot dir que són parcialment arborícoles i parcialment terrestres, ja que passen la major part del dia a terra, alimentant-se, i s’enfilen a la nit als arbres, on se senten més segurs per dormir. Un altre fet que determina l’hàbitat és la necessitat diària de beure aigua, cosa que fa que triïn llocs propers a rius i llacs per instal·lar-se. Les seves galtes es poden dilatar i les fan servir com a butxaques, per gaudar aliment que menjaran més tard. Són animals diürns i la seva activitat es desenvolupa principalment a primera hora del matí o a la darrera de la tarda.
Viuen en grups, que poden ser de fins a 76 individus. Hi ha una jerarquia que marca les relacions i l'activitat del grup: els mascles i les femelles dominants tenen un lloc prioritari pel que fa a la cerca d’aliment i reben les atencions de la resta de membres. Demostren filopàtria, és a dir, les femelles tendeixen a romandre dins del mateix nivell social jeràrquic en què naixen dins del grup i els mascles només abandonen la llar fins que assoleixen la maduresa sexual. Són animals territorials, cada grup ocupa una àrea aproximada de 0,6 a 1,78 km². Es comuniquen amprant una rica varietat de vocalitzacions. Amb aquest llenguatge poden fer fora membres d'altres grups o alertar de la presència de predadors. També xisclen per expressar disgust quan són recriminats pels altres del mateix grup. L'expressió facial i la posició corporal serveixen com a complement a la comunicació Pel que fa a les relacions socials, són força complexes. De vegades formen aliances cercant un benefici comú, i també fan servir el xantatge emocional. Les demostracions d’afecte físic són importants entre els membres d’una família.

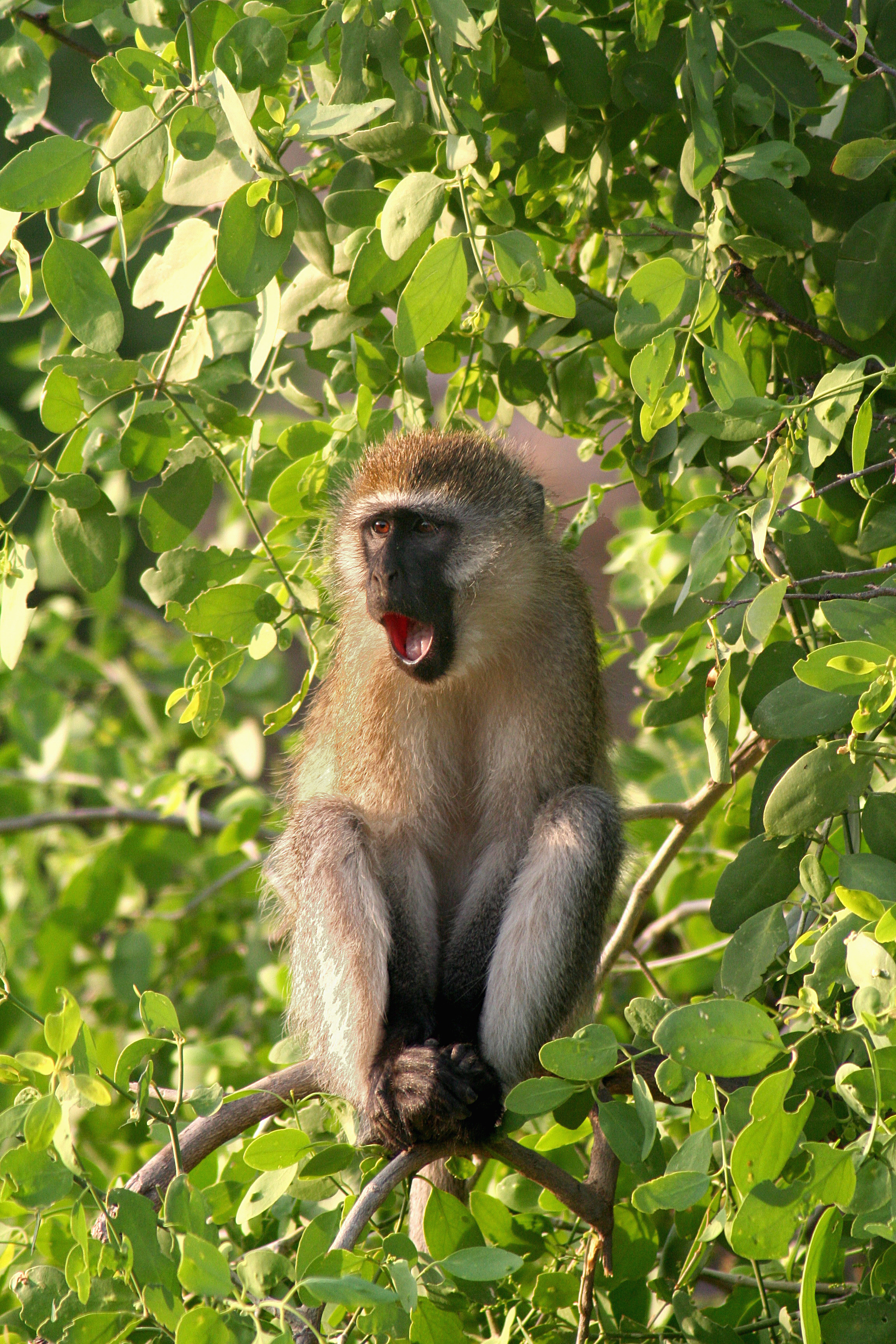
Mona verda badallant, a la reserva natural Samburu, a Kenya

La mona verda és, juntament al ximpanzé i el babuí, el primat més omnívor. Menja fulles, llavors, fruits secs, herba, bolets, fruita, baies, flors, borrons, tiges i branquillons, invertebrats, ous d’ocells, ocells, llangardaixos, ratolins i altres petits vertebrats. L'aliment preferit és la fruita i les flors, un recurs estacional. A l’illa de Saint Kitts, acostumen a robar begudes alcohòliques que els turistes es deixen a la platja, ja que els resulten atractives pels seus colors brillants. Molts turistes s’han trobat també amb què les mones els mosseguen si se senten amenaçades o assetjades. A Àfrica, els atacs a persones efectuats per mones verdes són molt poc frequents, si es comparen amb els de gossos, malgat que viuen molt a prop dels humans i són atemorits pels humans i els seus gossos.
La femella, per demostrar que està a punt per a l'aparellament, mostra la seva vulva al mascle. Tenint en compte que els grups estan formats per més femelles que mascles, cada mascle s’aparella amb mes d’una femella. Generalment, el mascle ensenya el seu escrot, que té un aspecte blau més brillant i gros durant l’època d’aparellament. Els mascles no formen part de les tasques de criança, però sí que comparteixen la responsabilitat amb altres femelles del grup (les "tietes"). La jerarquia social comença des del joc, ja que les cries dels membres dominats reben un tracte preferent. El temps de gestació és d’uns 163–165 dies, i a cada part, normalment només en naix un. Els naixements acostumes a produir-se a començament de l’època de les pluges, quan hi haurà aliment suficient. Les cries són alletades uns sis mesos i assoleixen la maduresa entre els quatre i els cinc anys. L'expectativa de vida és d’11–13 anys en captivitat, i d’uns 10–12 a la natura.

## Relació amb els humans
A les illes del Carib, la interacció entre persones i mones verdes esdevé, de vegades, problemàtica. A les Barbados, els grangers es queixen que els fan malbé les collites i busquen la manera d’allunyar-los de les plantacions. Se sospita que va ser una d’aquestes mones qui, pel Halloween del 2006, va deixar tota l’illa sense subministrament elèctric durant vuit hores, quan es va enfilar a un pal de la xarxa i el feu caure la tensió que va dels 11.000 als 24.000 volts.
En alguns països africans, moren bastantes mones verdes a causa de les línies elèctriques, dels gossos, de predadors com ara gats salvatges, però també per la topada amb vehicles, armes de foc, verins i per la cacera, practicada com a entreteniment pels turistes, que arriben de tot el món, però especialment des d’Amèrica del Nord i d’Europa. Per agreujar més la situació, està el problema de la creixent desertització, que afecta el seu hàbitat, i la pèrdua de terreny deguda l'augment de l'espai agrícola i la urbanització. Com a resultat de tot plegat, el nombre de mones verdes ha disminuït entre 15 i 25 individus per grup, i molts grups han desaparegut totalment.

### Ús en la recerca científica i la producció de vacunes
La mona verda africana ha estat el centre de molts estudis científics des de la dècada del 1950, i seqüències de les seves cèl·lules es fan servir per fabricar vacunes com la de la polio i la de la verola. Les diverses espècies de Chlorocebus també són importants per als estudis sobre pressió sanguínia i el SIDA. A diferència d'altres primats no humans, algunes mones verdes pateixen pressió sanguínia alta de forma natural. A l’Àfrica, hi ha moltes mones infectades de VIS, una malaltia realcionada amb el SIDA. Les mones verdes són l’hoste natural del SIV, però sucumbeixen a la inmunodeficiència quan s’infecten; per tant, són un subjectes d’interès per l'estudi dels mecanismes de protecció per al virus del SIDA. Les mones infectades amb SIV i els humans infectats amb VIH difereixen en la resposta microbiòtica a la infecció.
Les cèl·lules vero són una seqüència cel·lular extreta de l'epiteli del ronyó de les mones verdes, les quals es fan servir per la investigació en immunologia i malalties infeccioses. Altres seqüències cel·luars semblants són les anomenades ‘’buffalo’’ i les ‘’ BS-C-1’’.
Les mones verdes constitueixen un organisme model per a estudis de SIDA, però també sobre microbioma, desenvolupament, neuroconducta, neurodegeneració, metabolisme i obesitat. El genoma d’una espècie de mona verda (Chlorocebus sabaeus) ha estat seqüenciat totalment i la referència amb els models de genoma està disponible en els bancs de dades sobre genoma i. Ha facilitatat les investigacions amb genoma sobre aquesta mona, que inclouen estudis genètics sobre la població a l’Àfrica i al Carib i la caracterització de l'expressió genètica que regula el desenvolupament del cervell i dels teixits perifèrics, durant el desenvolupament prenatal,i la reacció a l'estrès psicosocial en relació al canvi de domicili i l'aïllament social.

## Taxonomia
La classificació de les mones Chlorocebus ha estat sotmesa a canvis. Anteriorment se les va classificar dins del gènere dels arborícoles de mida mitjana que habiten a l’Àfrica, els Cercopithecus, dins dels quals se’ls va considerar una espècie única, Cercopithecus aethiops. Però com més s’estudiava aquest gènere s’identificaven més espècies i subespècies.
| Imatge | nom científic             | nom comú                         | distribució |
| ------ | ------------------------- | -------------------------------- | --- |
|        | Chlorocebus sabaeus       | mona verda o mona Sabaeus        | Àfrica Occidental, entre el Senegal i Gàmbia al voltant del riu Volta                                                                                                  |
|        | Chlorocebus aethiops      | mona verda comuna                | l'est del Sudan, vora el Nil, Eritrea i Etiòpia fins a la vall del Rift                                                                                                |
|        | Chlorocebus djamdjamensis | Mona verda de les muntanyes Bale | Etiòpia |
|        | Chlorocebus tantalus      | Cercopitec verd centreafricà     | Benín, Burkina Faso, Camerun, República Centreafricana, Txad, República del Congo, República Democràtica del Congo, Ghana, Kenya, Níger, Nigèria, Sudan, Togo i Uganda |
|        | Chlorocebus pygerythrus   | Vervet                           | Etiòpia, Somàlia i extrem sud del Sudan fins a Sud-àfrica |
|        | Chlorocebus cynosuros     | mona de Malbrouck                | Serralada Albertina al Congo occidental fins a la costa de l’Atlàntic i del sud al nord de Namíbia i Zambia vora el riu Luangwa.                                       |
|        | Chlorocebus dryas         | cercopitec dríada                | República Democràtica del Congo |